# 八剱八幡神社
八剱八幡神社（やつるぎはちまんじんじゃ）は、千葉県木更津市富士見一丁目にある神社（八幡神社）。旧社格は郷社。

## 祭神
- 誉田別命（ほんだわけのみこと）
- 息長足姫命（おきながたらしひめのみこと）
- 足仲彦命（たらしなかつひこのみこと）
- 素盞鳴命（すさのおのみこと）
- 日本武尊（やまとたけるのみこと）

## 由緒
創建年代については不詳であるが、古くからある神社であり、源頼朝も社殿を寄進したという。神社には村上義清からの書状が残されている。
7月第2金曜日-日曜日の例大祭で用いられる「関東一の大神輿」「関東三大神輿」と称される大神輿や、県無形文化財の「木更津ばやし」などで特によく知られる。

## 境内

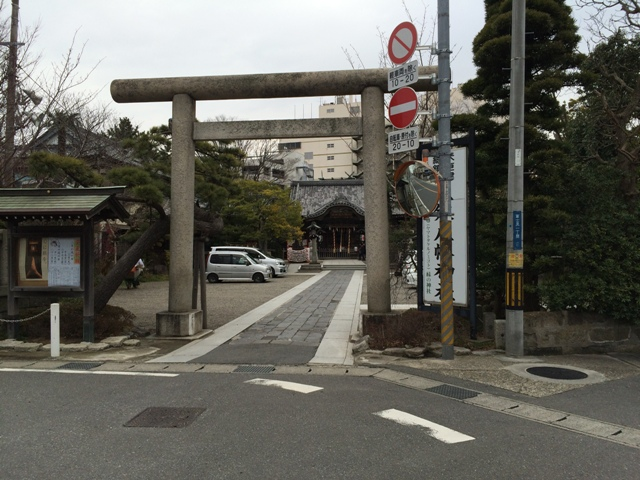
八剱八幡神社 鳥居
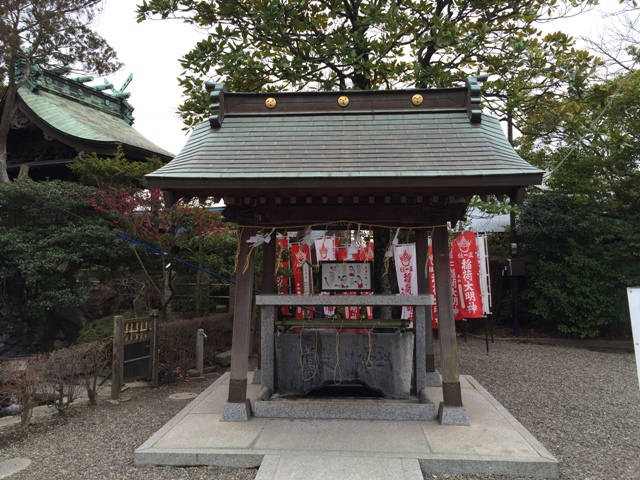
八剱八幡神社 手水舎

## 文化財
- 市指定文化財
  - 嶺田楓江寿碑（史跡）
  - 五大力船絵馬（歴史資料）
  - 八剱八幡神社の格天井装飾画（絵画）
- 木更津ばやし（県指定無形民俗文化財）

## 祭事
- 1月1日 - 歳旦祭
- 2月3日 - 節分祭
- 6月30日 - 夏越大祓式
- 7月第2金曜日-日曜日 - 例大祭
- 8月15日 - 戦没者慰霊祭
- 11月15日 - 七五三詣
- 12月31日 - 年越大祓式